# O’Brien (Rok 1984)
O’Brien – postać z książki George’a Orwella Rok 1984.
O’Brien należy do drugoplanowych bohaterów powieści. Jest mężczyzną w starszym wieku, zwalistym, z nadwagą, brzydkim na twarzy o orlim nosie, a z drugiej strony odznaczającym się elegancją ruchów i gestów oraz inteligentnym wyrazem twarzy. Zalicza się do Wewnętrznej Partii, a więc do elity. Pozwala mu to na wiele przywilejów. Spożywa wartościowe posiłki, konsumuje wino, używa wyrobów tytoniowych, usługuje mu służący, podczas gdy tym podobne luksusy znajdują się poza zasięgiem większości mieszkańców Oceanii. Opisany został jako osoba zimna, skupiona na precyzji swej pracy w służbie partii, nieczuła, bezduszna, a wręcz niemoralna, przypominająca maszynę do łamania psychiki innych celem wymuszenia na nich miłości do Wielkiego Brata, podtrzymująca okrutną, totalitarną władzę i jej idee.
Książka opisuje relację O’Briena z jej głównym bohaterem, Smithem, którego przyciąga niezwykłe spojrzenie O’Briena. Smith interpretuje je jako wyraz sprzeciwu wobec totalitarnej władzy. O’Brien zaprasza Smitha wraz z Julią do swego mieszkania, zachwycając ich warunkami życiowymi i skłaniając do zwierzeń. Następnie przyjmuje ich do Bractwa dysydentów, odbierając przysięgi i obiecując w dalsze wtajemniczenie poprzez udostępnienie tekstu znienawidzonego wroga partii Goldsteina. W rzeczywistości jednak działania te stanowią prowokację, w efekcie której Smith i Julia zostają aresztowani, do czego O’Brien przyznaje się więzionemu w lochach Ministerstwa Miłości Smithowi.